# Alexander Yossifov
Alexander Yossifov (født 12. august 1940 i Sofia, Bulgarien - død 25. november 2016) var en bulgarsk komponist, dirigent og pianist.
Yossifov blev uddannet på State Academy of Music (1966). Han studerede komposition hos Pancho Vladigerov,
og direktion hos Konstantin Iliev. Han tilhørte en af de mest produktive komponister i Bulgarien, med mere end 1500 værker i alle genrer. Han er nok mest kendt for sin 5 symfoni "Proto-Bulgarians" (1980).
Yossifov har skrevet 8 symfonier, sinfonietta, orkesterværker, operaer, scenemusik, filmmusik, kammermusik etc. Han er søn af komponisten Yosko Yossifov.

## Udvalgte værker
- Symfoni nr. 1 (1968) - for kammerorkester
- Symfoni nr. 2 (1969) - for orkester
- Symfoni nr. 3 (1970) - for bas og orkester
- Symfoni nr. 4 "April revolutionen" (1975) - for orkester
- Symfoni nr. 5 "Proto-bulgarsk" (1980) - for orkester
- Symfoni nr. 6 "Polyfoni" (1986) - for strygeorkester
- Symfoni nr. 7 (1992) - for orkester
- Symfoni nr. 8 "Folklore" (2002) - for kvinde folkekor og stort orkester
- Sinfonietta (1988) - for kammerorkester
- Symfoni koncertante (1984) - for cello og orkester
- 2 koncerter (1978, 1981) - for orkester
- 4 klaverkoncerter (1972, 1976, 1992, 1996) - for klaver og orkester
- Fløjtekoncert (1994) - for fløjte og orkester
- "Det gyldne Spyd" (1982) - opera